# Tsaghkadzor
Tsaghkadzor là một đô thị thuộc tỉnh Kotayk, Armenia. Dân số ước tính năm 2011 là 1608 người.